# Roman Čechmánek
Roman Čechmánek (Chrudim, 2 marzo 1971 – Všemina, 12 novembre 2023) è stato un hockeista su ghiaccio ceco, fino al 1993 cecoslovacco.

## Biografia
Vinse la medaglia d'oro nell'hockey su ghiaccio alle Olimpiadi invernali di Nagano 1998.
Con la nazionale maschile ceca conquistò due edizioni dei campionati mondiali nel 1999 e nel 2000, competizione in cui ottenne anche una medaglia di bronzo nel 1997.
Aveva vinto in precedenza la medaglia d'argento agli europei Under-18 nel 1989 e la medaglia di bronzo ai mondiali Under-20 nel 1991, in questi due casi come rappresentante della Cecoslovacchia.